# Transpiration animale
Pour les articles homonymes, voir transpiration.

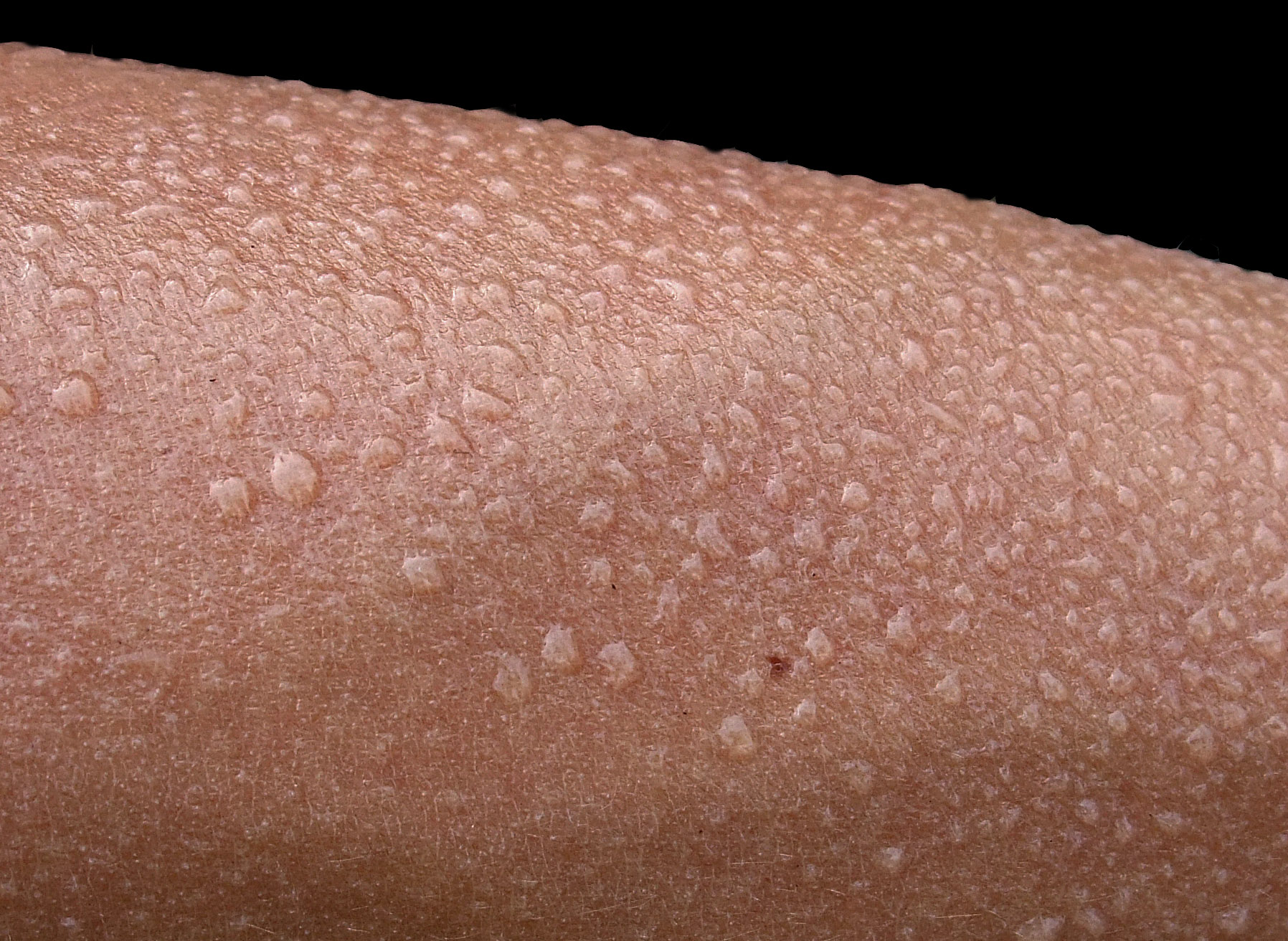
Transpiration humaine.

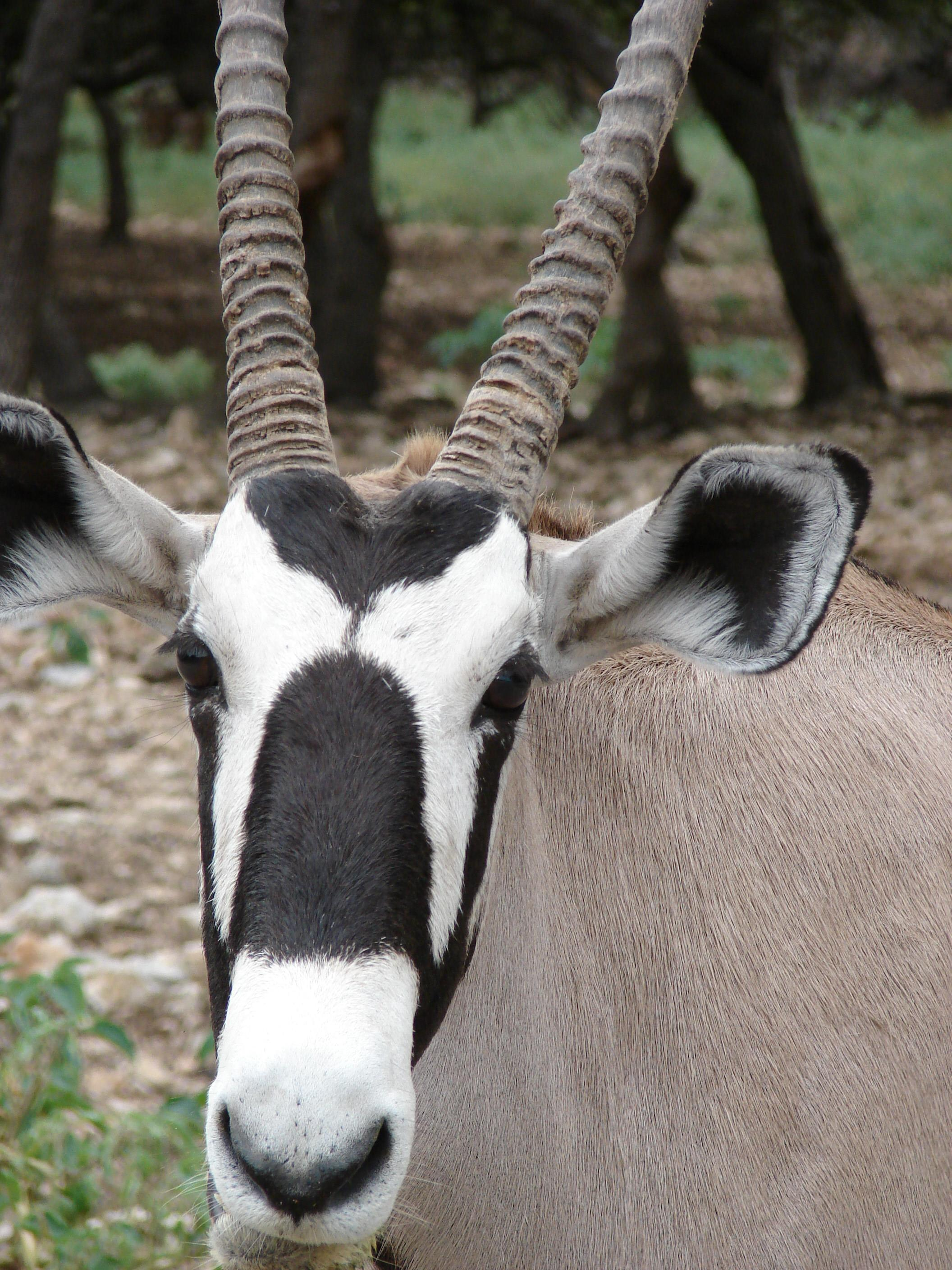
L'oryx beïsa est adapté aux milieux très arides (steppes et déserts) ; il est capable de faire varier la température de son corps, emmagasinant de la chaleur le jour et la libérant la nuit, afin de limiter sa transpiration (alors nulle en dessous de 40 °C). Des urines peu abondantes et très concentrées économisent aussi son eau.

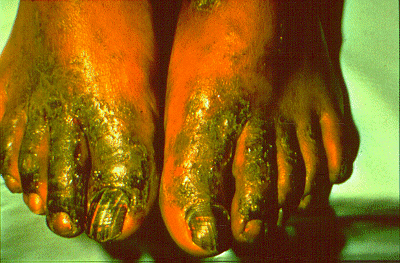
Ce patient a développé une dermatite allergique subaiguë, bilatérale et symétrique, avec œdème et érythème. Elle a été induite par un catalyseur (mercaptoben zothiazole) dégazant du caoutchouc de ses chaussures de travail, semble-t-il plus facilement en raison de la transpiration (source : National Institute for Occupational Safety and Health (NIOSH), États-Unis.

La transpiration, ou sudation, est la production et l’évacuation de sueur par les pores de la peau ou au travers de certaines muqueuses (pulmonaire notamment).
L'existence de la transpiration par la peau et les poumons a été démontrée expérimentalement pour la première fois en 1614, par Santorio Santorio, médecin italien.

## Fonctions
C'est une fonction physiologique présente à des degrés divers chez tous les mammifères, qui varie (pour des conditions extérieures thermohygrométriques égales) selon l'âge  (et chez l'être humain, les glandes sudoripares fonctionnent moins à partir de la soixantaine environ), le sexe, la saison, l'intensité de l'activité physique, et le stress ou l'activité sexuelle de l'individu. Les glandes sudoripares sont régulées par le système nerveux sympathique.

### Régulation de la température
Chez l'être humain et de nombreux mammifères, la principale fonction physiologique de la transpiration semble être la régulation de la température du corps (corps humain), la sueur abaissant la température corporelle en s'évaporant. Les animaux transpirant moins comme le chien, halètent et évaporent de l'eau via leur langue pour rafraichir leur température interne. La transpiration est chez certains animaux une des réponses à l'augmentation du taux d'adrénaline (une des hormones surproduites en cas de stress et d'alerte), expérimentalement démontré chez l'âne en 1969. 
L'importance quantitative de la transpiration varie selon le sexe. Ainsi, lors d'un exercice physique identique, à effort égal, à température extérieure égale, les hommes commencent à transpirer avant les femmes, et plus l'exercice est intense, plus la différence homme/femme est marquée. Et les femmes non entraînées à l'exercice physique transpirent moins et encore moins rapidement. Cette différence pourrait être due à la différence de masse musculaire moyenne, mais aussi au fait que les femmes aient un corps qui contient un peu moins d'eau, qui donc doivent mieux la conserver pour éviter la déshydratation (adaptation sélective). 
On a aussi montré que l'adaptation par la transpiration à une montée de température externe varie selon la période du cycle ovarien chez la femme, et que la perte de chaleur par vasodilatation cutanée est plus importante chez la femme que chez l'homme (ce qui permet également une économie d'eau). Selon une étude japonaise (2005), durant la phase folliculaire et lutéale du cycle ovarien, de jeunes femmes sportives exposées à une température externe s'élevant ne réagissent pas de la même manière que des jeunes femmes non entraînées : le taux d'hormones féminines mesuré dans la transpiration augmente significativement à partir de la moitié de la phase folliculaire jusqu'à la moitié de la phase lutéale dans tous les cas, mais moins chez les femmes sportives. Dans les deux phases du cycle menstruel, les réponses en termes d'augmentation de la transpiration et de la vasodilatation apparaissent plus tôt chez les femmes entraînées (plus encore aux environs de la moitié de la phase lutéale), ce qui suggère qu'un entrainement physique améliore les capacités de la femme jeune à évacuer un surcroît de chaleur corporelle. Les auteurs de cette étude estiment que l'amélioration de la transpiration pourrait être due à un double mécanisme central et périphérique, alors que la vasodilatation cutanée pourrait plutôt être due à un mécanisme central.

### Détoxication de l'organisme
On a montré dès le début du XXe siècle que le contenu minéral et organique de la transpiration s'apparente pour partie et en moins concentré à celui de l'urine. Quand la transpiration résulte d'un effort physique, les taux de différents électrolytes (ions Na+, K+ et Cl−) varient selon l'intensité de l'effort et selon les parties du corps. Dans la sueur de la paume de la main il est stable, alors que sur l'avant-bras, il croît pendant et après l'effort, corrélativement au taux de lactate sanguin.
La quantité de toxiques évacuées par la transpiration est cependant tout à fait minime en comparaison des quantités traitées par le foie et les reins et évacuées par les urines et les selles. Elles sont estimées au mieux pour une personne avec une activité physique soutenue à 0,04 % des toxiques journaliers ingérés. Cela ne semble donc pas être une fonction physiologique au sens propre mais davantage une évacuation « mécanique » des toxines les plus solubles dans l'eau à l'occasion du phénomène de transpiration.
Les vertus « détoxifiantes » prêtées à la transpiration excessive, le plus souvent dans un but commercial, sont sans fondement scientifique et peuvent de plus présenter des risques importants (hyperthermie).

### Émission d'hormones
Enfin, la transpiration est aussi un vecteur du système hormonal. Son évaporation libère dans l'air diverses hormones qui jouent un rôle encore mal compris, et qui peuvent notamment chez diverses espèces apaiser (le bébé rassuré par l'odeur de sa mère) ou alerter l'entourage d'un danger, ou tout simplement prévenir ce même entourage que la créature qui transpire a besoin d'aide. Les humains semblent avoir perdu une faculté consciente de ressentir la demande d'aide ou le danger par ces voies, mais une certaine odeur aigre, de transpiration, dégradée (par des champignons ou bactéries vivant sur la peau) leur semble désagréable, voire infecte, ce qui montre qu'il reste au moins des traces du système et des récepteurs biologiques sensibles aux molécules que nous percevons comme des odeurs, ou peut-être que nous percevons parfois non consciemment. 
Ainsi, l'inhalation de quelques bouffées d'air contenant quelques molécules d'un composant de la sueur des hommes, déclenche chez la femme hétérosexuelle une augmentation immédiate de son niveau de cortisol (hormones associée à la vigilance ou au stress) dans le sang. Ce composant est une hormone (androstadiénone) qui a été présentée et utilisée comme additif dans certains parfums et eaux de toilette car réputée d'être capable de changer l'humeur, de produire une excitation sexuelle ou une excitation physiologique et l'activation du cerveau chez les femmes. Certains humains présentent une petite tache sur la muqueuse du nez évoquant l'organe voméronasal d'autres mammifères tels que les rats, organe qui détecte les phéromones, mais il semble chez l'être humain être devenu rudimentaire, et sans lien nerveux direct connu avec le cerveau. On a proposé d'utiliser cette hormone en remplacement de médicaments existants destinés à élever les taux de cortisol chez les patients en manquant, comme dans le cas de la maladie d'Addison, ces médicaments ayant comme effets secondaires de provoquer des ulcères et de faire grossir. C'est dans la sueur qu'on a trouvé les molécules qui semblent être des phéromones humaines actives. Par exemple, la sueur fraiche des aisselles masculines contient des composés dont on a montré qu'ils améliorent l'humeur féminine et agissent sur la sécrétion de l'hormone lutéinisante, qui est notamment impliquée dans la stimulation de l'ovulation.

## Différences entre l'être humain et les primates non humains
L'être humain se distingue des autres primates par une peau relativement fine, presque nue, et par le caractère très archaïque et relictuel de sa pilosité. Comme celle de quelques autres primates, la peau humaine possède des dermatoglyphes sur ses principales surfaces de frottement avec l'environnement. Des glandes sudoripares eccrines ont été trouvées dans la peau de tous les primates sur les surfaces de contact et frottement peau/environnement chez toutes les espèces de primates (dont l'être humain), ce qui laisse penser qu'elles ont ou ont eu un rôle hormonal important (marquage du territoire, rôle social dans le groupe…). Néanmoins, chez les primates, sur le reste du corps, on n'en a trouvé que dans trois cas :
- chez l'humain[14] (chez qui l'émotion, comme la chaleur ou la fièvre peut activer la transpiration).
- sur la surface interne de la queue préhensile de certains singes d'Amérique du Sud, qui sont aussi les seules espèces dont la queue porte des dermatoglyphes, et les seuls dont la queue est réellement préhensile. Dans ces cas, il s'agit encore de surface de peau en contact avec l'environnement[14].
- dans la peau couverte de fourrure des singes africains et dans celles des singes anthropoïdes. Bien que les chimpanzés et gorilles aient plus de glandes eccrines que de glandes apocrines sur leur corps, leurs glandes sudoripares ne réagissent pas à la stimulation par la chaleur comme elles le font chez l'être humain[14].

Tous les primates ont de nombreuses glandes apocrines dans la peau velue, mais selon William Montagna, seuls l'être humain, le chimpanzé et le gorille disposent d'un organe axillaire au niveau de l'aisselle (notamment responsable de la touffe de poils que l'évolution a conservé chez l'être humain, comme sur le pubis).
En 2021, une étude génétique montre que la grande densité de la peau humaine en glandes sudoripares est due à plusieurs mutations dans une séquence régulatrice dénommée ECE18, qui ont eu pour effet d'accroître l'expression du gène Engrailed1 et donc d'augmenter la production de glandes sudoripares au stade embryonnaire.